# Liste des églises de Rome
Pour un article plus général, voir Rome.
La ville de Rome compte plusieurs centaines d'églises (environ 900). Cet article n'en cite que les principales. Quarante-deux sont dites stationnaires. 

## Anciennes églises
Les premières églises de Rome sont, à l'origine, les lieux où les premiers chrétiens se sont réunis. Elles sont divisées en trois catégories:
- les maisons privées de citoyens romains (les personnes qui accueillent les réunions des chrétiens - aussi connues sous le nom de oratoria ou oracula);
- les diaconies (lieux de la mise en œuvre de l'Évangile de Jésus-Christ à l'égard des pauvres et placés sous le contrôle d'un diacre), (Les plus grandes diaconies ont de nombreux diacres et l'un d'eux est élu archidiacre)
- d'autres maisons ayant un Titulus (connu sous le nom de Domus ecclesiae);

### Tituli
Seuls les tituli sont autorisés à distribuer les sacrements. Le prêtre le plus important d'un titulus a le titre de cardinal. Le pape Marcel Ier (début du IVe siècle) confirme que les tituli sont les seuls centres d'administration de l'Église. 
En 499, un synode, tenu par le pape Symmaque, énumère tous participants, les prêtres ainsi que les tituli présents à cette époque : 
1. Titulus Aemilianae (basilique des Quatre-Saints-Couronnés) ;
2. Titulus Anastasiae (basilique Sant'Anastasia al Palatino) ;
3. Titulus sanctorum Apostolorum (basilique des Saints-Apôtres) ;
4. Titulus Byzantii ou Bizantis (inconnu, peut-être « Titulus Pammachii ») ;
5. Titulus sanctae Caeciliae (Église Sainte-Cécile-du-Trastevere) ;
6. Titulus Clementis (basilique Saint-Clément-du-Latran) ;
7. Titulus Crescentianae (basilique Saint-Sixte) ;
8. Titulus Chrysogoni (basilique San Crisogono) ;
9. Titulus Cyriaci (incertain ; peut-être église Santa Maria Antiqua ou basilique Santa Maria in Domnica) ;
10. Titulus Damasi (église San Lorenzo in Damaso) ;
11. Titulus Equitii (basilique San Martino ai Monti) ;
12. Titulus Eusebii (église Sant'Eusebio) ;
13. Titulus Fasciolae (église Santi Nereo e Achilleo) ;
14. Titulus Gaii (église Santa Susanna alle Terme di Diocleziano) ;
15. Titulus Iulii ou Titulus Callixti (basilique Sainte-Marie-du-Trastevere) ;
16. Titulus Lucinae (basilique San Lorenzo in Lucina) ;
17. Titulus Marcelli (église San Marcello al Corso) ;
18. Titulus Marci (basilique San Marco Evangelista al Campidoglio) ;
19. Titulus Matthaei (via Merulana, détruit en 1810) ;
20. Titulus Nicomedis (via Nomentana, détruit) ;
21. Titulus Pammachii (basilique Santi Giovanni e Paolo) ;
22. Titulus Praxedis (basilique Santa Prassede) ;
23. Titulus Priscae (église Santa Prisca) ;
24. Titulus Pudentis (basilique Santa Pudenziana) ;
25. Titulus Romani (incertain ; peut-être église Sainte-Marie-Antique ou basilique Santa Maria in Domnica) ;
26. Titulus sanctae Sabinae (église Sainte-Sabine) ;
27. Titulus Tigridae (incertain ; peut-être église Santa Balbina all'Aventino) ;
28. Titulus Vestinae (basilique San Vitale).

## Les quatre basiliques majeures
Les quatre basiliques majeures sont :
- la basilique Saint-Jean-de-Latran ;
- la basilique Saint-Pierre ;
- la basilique Saint-Paul-hors-les-Murs ;
- la basilique Sainte-Marie-Majeure.

## Les sept églises
La visite de ces sept églises était obligatoire pour les pèlerins venus à Rome. Cette tradition, oubliée au Moyen Âge, fut réactivée par saint Philippe Néri au XVIe siècle. Ce tour comprend, outre les quatre basiliques majeures déjà citées ci-dessus :
- la basilique Saint-Laurent-hors-les-Murs ;
- la basilique Sainte-Croix-de-Jérusalem ;
- la basilique Saint-Sébastien-hors-les-Murs.

## Liste des églises de Rome par ordre de fondation

### IIesiècle
- Basilique Sainte-Marie-aux-Martyrs (Sancta Maria ad Martyres), installée en 608 dans l'ancien Panthéon.

### IIIesiècle
- Basilique San Silvestro e Martino ai Monti (IIIe ou IVe siècle)

### IVesiècle
- Basilique des Quatre-Saints-Couronnés (314)
- Basilique Saint-Jean-de-Latran (324), cathédrale du diocèse de Rome
- Basilique Sainte-Croix de Jérusalem (325)
- église Sainte-Suzanne aux Termes de Dioclétien (330)
- Basilique Saint-Marc au Capitole (336), église nationale des Vénitiens depuis 1468.
- Basilique Santi Bonifacio e Alessio (début IVe)
- Basilique Sant'Anastasia al Palatino (début du siècle)
- église Santa Costanza (début du siècle)
- Basilique Sainte-Marie du Transtévère (début du siècle)
- Église Saints-Nérée-et-Achille (avant 377)
- Basilique Saint-Laurent in Damaso (380)
- Basilique Saint-Paul-hors-les-Murs (386)
- Basilique Saints-Jean-et-Paul (398)
- Basilique Saint-Vital (400)
- Basilique Saint-Clément-du-Latran
- Basilique Saint-Chrysogone, ancienne église nationale des Corses.
- Basilique San Girolamo della Carità
- Basilique Saints-Marcellin-et-Pierre-au-Latran
- Église Santa Maria della Luce
- Basilique Sainte-Pudentienne
- Église San Marcello al Corso

### Vesiècle
- Église Santa Passera (402)
- Basilique Sainte-Sabine (432)
- Basilique San Lorenzo in Lucina (années 430)
- Basilique Sainte-Marie-Majeure (années 430)
- Église Santo Stefano Rotondo al Celio (460)
- Église Sant'Agata dei Goti (années 460)
- Église Saint-Eusèbe (avant 474)
- Église Santa Bibiana (476)
- Église Saint-Agapit (vers 490)
- Basilique Sainte-Cécile au Transtévère
- Église San Giovanni a Porta Latina
- Basilique Santa Maria Antiqua
- Basilique San Pietro in Vincoli
- Basilique Santa Prisca

### VIesiècle
- Basilique Santi Cosma e Damiano (527)
- église Santa Lucia in Selci (début du siècle)
- basilique Saint-Pancrace (début du siècle)
- église San Benedetto in Piscinula (543)
- Basilique des Saints-Apôtres (Santi XII Apostoli, 573)
- Basilique Saint-Laurent-hors-les-murs (années 580)
- Basilique Santa Balbina all'Aventino (595)
- Basilique Santa Maria in Aracoeli
- Basilique Santa Maria in Cosmedin
- église Sant'Urbano alla Caffarella

### VIIesiècle
- basilique Sainte-Agnès-hors-les-murs (milieu du siècle)
- église Santi Andrea e Bartolomeo
- église San Giorgio in Velabro
- église San Lorenzo in Miranda
- basilique Santa Maria in Domnica

### VIIIesiècle
- église Santa Maria in Aquiro (avant 741)
- église Sant'Angelo in Pescheria (755-770)
- basilique San Silvestro in Capite, église nationale anglaise.
- Basilique Sant'Eustachio
- église San Cesareo de Appia
- Église San Gregorio Nazianzeno

### IXesiècle
- Basilique Santa Prassede (817)
- Basilique Santa Francesca Romana (850)
- église Santi Celso e Giuliano

### Xesiècle
- église Santa Maria del Priorato (939)
- Basilique San Bartolomeo all'Isola (997)
- église San Cosimato
- basilique San Saba

### XIesiècle
- église Santa Lucia della Tinta (avant 1002)
- Église San Biagio degli Armeni (construite avant le Xe siècle, restaurée en 1072)
- église Santa Maria in Cappella (1090)
- église Santa Maria del Popolo (1099)
- église Santa Maria in Celsano

### XIIesiècle
- église Santa Maria del Divino Amore (consacrée en 1131)
- église San Tommaso in Parione (consacrée en 1139)
- église San Lorenzo in Piscibus (attestée en 1143)
- église San Macuto (avant 1192)
- Basilique Sant'Andrea delle Fratte
- église Santa Maria della Pietà al Colosseo
- église Santi Michele e Magno
- Église Santo Spirito in Sassia, église nationale des Saxons.
- Église Santa Maria del Buon Consiglio a Porta Furba
- église San Pietro in Borgo
- église San Salvatore in Onda
- église San Tommaso ai Cenci

### XIIIesiècle
- église de l'Annunziatella (consacrée en 1220)
- église Santi Vincenzo e Anastasio alle Tre Fontane (consacrée en 1221)
- église Sant'Egidio a Borgo (1227)
- église Santa Maria sopra Minerva (milieu du siècle)
- Sancta sanctorum (1278)
- basilique San Sisto Vecchio
- église des saintes Rufine et Seconde

### XIVesiècle
- église Santa Barbara dei Librai (1306)
- église Santa Maria dell'Anima (après 1350), église nationale allemande et autrichienne.

### XVesiècle
- église San Gregorio della Divina Pietà (ancienne, mais attestée pour la première fois en 1403)
- église Sant'Onofrio al Gianicolo (1439)
- église Sant'Antonio in Campo Marzio (1445), église nationale portugaise
- église Notre-Dame du Sacré-Cœur (1450)
- Église Santa Maria del Buonaiuto (1476)
- église Santi Vito e Modesto (reconstruite en 1477)
- Église Sant'Antonio Abate (1481)
- Église Santa Maria della Pace (1482)
- église Sant'Omobono (1482)
- Basilique Sant'Agostino in Campo Marzio (1483)
- Basilique Sant'Aurea (1483)
- église San Pietro in Montorio (1500)
- église Santa Maria della Pietà in Camposanto dei Teutonici (fin du siècle), église nationale allemande et autrichienne.
- église Santa Maria del Soccorso e San Filippo Neri a Castelporziano
- église Sant'Andrea a Ponte Milvio
- église Saint-Pancrace
- église Sainte-Restitute

### XVIesiècle
- église San Rocco all'Augusteo (1502)
- église Santa Lucia del Gonfalone (1511)
- église Sant'Eligio dei Ferrari (1513)
- église Santa Maria portae Paradises (reconstruite en 1523)
- église Santa Caterina da Siena in Via Giulia (reconstruite en 1766-1775)
- église San Gregorio dei Muratori (1527)
- église San Silvestro al Quirinale (reconstruite en 1527)
- église San Lazzaro (restaurée en 1536)
- église Notre-Dame du Bon Conseil (milieu du siècle)
- Église Sant'Andrea a Via Flaminia (1553)
- Basilique Santa Maria degli Angeli e dei Martiri (1561)
- église Santa Maria del Riposo (1561)
- église Santa Caterina dei Funari (1564)
- église Santa Maria in Traspontina (1566)
- église Santa Maria dell'Orto (1567)
- église Santa Croce (1568)
- Église Santi Martino e Sebastiano degli Svizzeri (1568), église nationale suisse
- église Santissimo Crocifisso 1568
- Église Santi Bartolomeo e Alessandro dei Bergamaschi (1573), église nationale des Bergamasques[2]
- église San Lorenzo in Panisperna (1574)
- église Santa Caterina a Magnanapoli (1575)
- église Sant'Eligio degli Orefici (1575)
- église Santa Maria in Trivio (1575)
- église Saint-Thomas de Cantorbéry (reconstruite en 1575), église nationale anglaise.
- église Santa Maria del Buon Viaggio (1578)
- église du Gesù (1580), église jésuite
- église Santa Maria ai Monti (1580)
- église Santi Giovanni Evangelista e Petronio (restaurée en 1581), siège de la confrérie des Bolognais[3].
- Église Santo Stanislao dei Polacchi (1582), église nationale polonaise
- Église Sant'Atanasio dei Greci (1583), église nationale grecque
- église Santa Maria Scala Coeli (1584)
- église Santi Quirico et Julietta (1584)
- église Santa Maria di Loreto (1585)
- église de la Trinité-des-Monts (consacrée en 1585), une des cinq églises françaises
- église San Giovanni Decollato (1588)
- église San Bernardo alle Terme (1589)
- Église Saint-Jérôme des Croates (1589), église nationale croate
- église Saint-Louis des Français (1589), église nationale française
- église San Pellegrino (restauré en 1590)
- église Santa Maria in Monserrato degli Spagnoli (1594), église nationale espagnole
- église Santa Maria Odigitria (1594), église nationale des Siciliens.
- église San Salvatore in Lauro (reconstruite en 1594), église nationale des habitants de Marche.
- église Santa Maria dei Miracoli (1597)
- église San Giuseppe a Capo le Case (1598)
- basilique San Nicola in Carcere (1599)
- église Saint-André d'Écosse (1600), église nationale écossaise.
- église Santa Caterina della Rota (reconstruite au XVIe siècle)

### XVIIesiècle
- église San Paolo alle Tre Fontane (1601)
- église San Giacomo in Augusta (1602)
- église Santissimo Sudario dei Piemontesi (1605), église des Niçois, des Savoyards, des Sardes et des Piémontais (ancien royaume de Sardaigne)
- église Santa Maria della Consolazione (1606)
- église Saint-François-Xavier (1607)
- église Santi Gioacchino e Anna alle Quattro Fontane (1607)
- église Santo Stefano del Cacco (restaurée en 1607)
- église Santa Maria della Scala (1610)
- église Spirito Santo dei Napoletani (1619), église des Napolitains (ancienne église nationale du royaume de Naples)[4].
- église Santa Maria della Vittoria (1620)
- Basilique Santi Ambrogio e Carlo al Corso (1612), église des Lombards. L'église s'appelait initialement "San Nicola de Toffo in Campo Marzio"[5]
- église Santa Maria del Pianto (1612)
- église San Callisto (1613)
- église San Paolo alla Regola (reconstruite en 1613)
- Basilique Saint-Sébastien-hors-les-murs (reconstruite en 1613)
- Chiesa Nuova (1614)
- église Santa Rita da Cascia alle Vergini (1615)
- Église Santissima Trinità dei Pellegrini (consacrée en 1616)
- église Santissimo Sacramento e delle Cinque Piaghe (1617)
- église Santa Croce alla Lungara (1619)
- Église San Carlo ai Catinari (1620)
- église Santa Maria del Carmine alle Tre Cannelle (1623)
- église San Giovanni della Pigna (ricostruita nel 1624)
- église San Sebastiano al Palatino (ricostruita nel 1624)
- église Santi Benedetto e Scolastica all'Argentina (1625)
- église San Bernardino in Panisperna (1625)
- église San Bonaventura al Palatino (1625)
- église Saint-Ignace (1626)
- Basilique Saint-Pierre (1626)
- Église Sant'Egidio (1630)
- église San Francesco di Paola (1630)
- Église Santa Maria della Concezione dei Cappuccini (1631)
- église Santi Urbano e Lorenzo (restaurée en 1631)
- église Saint-Nicolas des Lorrains (1632), une des cinq églises françaises de Rome, église des Lorrains
- Église Sant'Urbano alla Caffarella (restaurée en 1634)
- église Santi Andrea e Bartolomeo (1636)
- église Domine Quo Vadis? (1637)
- église Santa Maria in Transpontina (1637)
- église Saint-Charles des Catinaires (1638)
- église San Salvatore in Campo (reconstruite en 1639)
- église Saint-Jean-Calybite (1640), sur l'île Tibérine
- église Saint-Charles des quatre fontaines (1641)
- église Santa Maria dell'Umiltà (1641)
- église Santa Maria in Publicolis (1643)
- église San Giacomo alla Lungara (1644)
- église Sant'Andrea della Valle (1650)
- Église Santa Maria in Campitelli (1650)
- église Santi Vincenzo e Anastasio a Trevi (1650), église nationale bulgare.
- église Sant'Agnese in Agone (1652), sur la place Navone
- Église Saint-Nicolas de Tolentino (Rome) (1654)
- église Santa Maria dei Sette Dolori (1655)
- église San Lorenzo in Fonte (1656)
- Oratoire Santa Maria Immacolata della Concezione (1656)
- église Sant'Ivo alla Sapienza (1660)
- église Santa Maria in Via Lata (1662)
- église Santi Domenico e Sisto (1663)
- église San Giuseppe dei Falegnami (1663)
- église San Tommaso in Formis (reconstruite en 1663)
- église Santi Luca e Martina (1664)
- Chapelle des Rois-Mages (1664)
- église Santi Ildefonso e Tommaso da Villanova (1667)
- Église Santa Maria in Campitelli (1667)
- église Santa Maria della Visitazione e San Francesco di Sales (1669)
- église Santa Maria in Via (1670)
- église Sant'Isidoro a Capo le Case (1672)
- église Gesù e Maria (1675)
- église Saint-Julien des Flamands (1675), église nationale belge.
- Église San Francesco a Monte Mario (1676)
- église San Michele a Ripa (1676)
- église Sant'Andrea al Quirinale (1678)
- église Santa Maria in Montesanto (1679)
- église Santa Margherita (1680)
- église San Basilio agli Orti Sallustiani (1682), église grecque (rite grec-catholique).
- église Santa Maria in Monterone (1682)
- Église San Francesco a Ripa (1685)
- église Santa Maria del Suffragio (1685)
- église Santa Maria della Concezione in Campo Marzio (1685)
- église Saint-Pantaléon (1689)
- église Santa Croce e San Bonaventura dei Lucchesi (1695), église nationale lucquoise.
- église Sant'Ambrogio della Massima

### XVIIIesiècle
- église Santo Stefano degli Abissini (restaurée en 1706)
- église Sainte-Agathe du Trastévère (1711)
- église Santa Maria in Monticelli (1716)
- Église Santa Maria delle Grazie alle Fornaci (1720)
- église Santissime Stimmate di San Francesco (1721)
- église Gesù Nazareno (1724)
- église San Gallicano (1725)
- église Madonna del Rosario (1726)
- église San Filippo Neri (1728)
- église San Nicola dei Prefetti (1730)
- église Santissimo Sacramento (1730)
- église Santi Gioacchino e Anna ai Monti (1731)
- église Santa Maria della Quercia (1731)
- église San Giovanni Battista dei Fiorentini (1734), église nationale des Florentins
- église San Giuseppe alla Lungara (1734)
- église Santa Maria Maddalena (1735)
- église Gesù Bambino all'Esquilino (1736)
- église San Giovanni Battista dei Genovesi (1737), église nationale des Ligures[6],[7]
- église Santa Maria dell'Orazione e Morte (1737)
- église Santi Sergio e Bacco degli Ucraini (1741), église nationale ukrainienne
- église Madonna del Divino Amore (1745)
- église Santa Maria Annunziata in Borgo (1745)
- église Saints-Claude-et-André-des-Bourguignons (1746)
- église Santissima Trinità degli Spagnoli (1746)
- Église Santi Quaranta Martiri e San Pasquale Baylon (1747)
- église Sant'Apollinare (1748)
- église San Salvatore alle Coppelle (reconstruite en 1750)
- église Santissimo Nome di Maria al Foro Traiano (1751)
- église Santa Dorotea (1756)
- église Santa Caterina da Siena (1760)
- église San Salvatore ai Monti (1762)
- église Santissimo Sacramento al Laterano (1765)
- église San Camillo de Lellis (1781)
- Église Santa Maria Immacolata a Villa Borghese (1792)
- église Santa Croce in Val Cannuta (1795)
- église Madonna dell'Arco Oscuro (1797)
- église Santissima Annunziata
- église Sant'Anna dei Palafrenieri, paroisse de la Cité du Vatican
- église Sant'Antonio Abate a Capobianco
- église Santa Brigida a Campo de' Fiori
- église Santo Spirito a Castel di Guido
- église Santo Stefano all'Acqua Santa
- église Saint-Benoît-Joseph-Labre

### XIXesiècle
- Église Santi Isidoro e Eurosia (1818)
- Église Santa Maria Addolorata in Trastevere (1819)
- Église San Filippo Neri all'Esquilino (1829)
- Église Sacro Cuore di Gesù a Villa Lante (1843)
- Église San Giovanni della Malva in Trastevere (1851), église nationale albanaise
- Église Sant'Alfonso all'Esquilino (1859)
- Église Santa Maria della Misericordia al Verano (1859)
- Église Preziosissimo Sangue di Nostro Signore Gesù Cristo (vers 1860)
- Église Natività di Gesù (1862)
- Église Sacro Cuore di Gesù (1887)
- Église Sant'Antonio da Padova all'Esquilino (1888)
- Église San Giuseppe Calasanzio a Prati (1888)
- Église Saint-Yves-des-Bretons (1888)
- Église Resurrezione di Nostro Signore Gesù Cristo (1889)
- église Santa Chiara (1890), chapelle du Séminaire pontifical français de Rome
- église San Giuseppe di Cluny (1890)
- église San Marone (1890), église nationale libanaise
- Église du Corpus Domini de Rome (1893)
- église Saint Vincent de Paul sur l'Aventin (1893)
- église Sant'Anselmo all'Aventino (1896)
- église San Gioacchino in Prati (1898)
- église Santissimo Rosario di Pompei (1898)
- église Sant'Elena (1899)

### XXesiècle
- Basilique Santa Teresa d'Avila (1902)
- église Corpus Christi (1904)
- église San Giuseppe a via Nomentana (1905)
- église Santa Maria Liberatrice (1908)
- église San Patrizio a Villa Ludovisi (1908)
- église Santa Maria Immacolata e San Giovanni Berchmans (1909)
- basilique San Camillo de Lellis (1910)
- basilique de San Giuseppe al Trionfale (1912)
- Église Santa Maria Immacolata alla Cervelletta (1912)
- basilique Santa Croce a Via Flaminia (1913)
- église Santa Maria Regina dei Cuori (1913)
- église Sant'Elena (1914)
- église Santa Maria Immacolata all'Esquilino (1914)
- église Santa Maria del Rosario di Pompei alla Magliana (1915)
- église du Sacré-Cœur de Jésus (Rome) (1916)
- église Santa Maria del Buon Consiglio a Porta Furba (1916)
- église Santa Maria del Rosario in Prati (1916)
- église Sacro Cuore del Suffragio (1917)
- église Santa Maria della Provvidenza (1917)
- église Ognissanti (1920)
- Église San Tommaso Moro (1921)
- église Santi Marcellino e Pietro ad Duas Lauros (1922)
- église Santa Maria dell'Olivo (1923)
- église Santi Angeli Custodi (1924)
- église Santa Margherita Maria Alacoque (1925)
- église Beata Vergine Maria del Carmine (1925)
- église Sant'Anna al Laterano (1927)
- église di Santa Maria Regina Pacis (1928)
- église San Luigi Gonzaga (1929)
- église San Giosafat al Gianicolo (1930)
- église San Leone (1930)
- église Santa Maria Addolorata a piazza Buenos Aires (1930)
- église de San Giuda Taddeo (1931)
- église di Santa Maria Regina Pacis (1932)
- église Nostra Signora di Guadalupe a Monte Mario (1932)
- église Santa Teresa del Bambin Gesù in Panfilo (1932)
- église Sant'Antonio Maria Zaccaria (1933)
- église San Fulgenzio (1933)
- église Gran Madre di Dio de Rome (1933)
- église San Roberto Bellarmino (1933)
- église Santissima Addolorata (1934)
- église Sacro Cuore di Cristo Re (1934)
- église Sant'Ippolito (1934)
- église Santa Maria del Carmine e San Giuseppe al Casaletto (1934)
- église San Felice da Cantalice (1935)
- église San Francesco Saverio alla Garbatella (1935)
- église Santa Maria Immacolata a Grottarossa (1935)
- église Sacro Cuore di Gesù a Ponte Mammolo (1936)
- église Sacro Cuore Immacolato di Maria (1936)
- église Santi Fabiano e Venanzio (1936)
- église Santa Francesca Romana all'Ardeatino (1936)
- église San Leonardo da Porto Maurizio (1936)
- église Santa Lucia (1936)
- basilique Santa Maria Ausiliatrice (1936)
- Église Santa Maria Regina Apostolorum (1936)
- église Trasfigurazione di Nostro Signore Gesù Cristo (1936)
- église Sant'Alessandro (1937)
- église San Filippo Neri alla Pineta Sacchetti (1937)
- église Santa Maria Madre della Provvidenza (1937)
- église Natività di Nostro Signore Gesù Cristo (1937)
- église Preziosissimo Sangue di Nostro Signore Gesù Cristo (1937)
- église Sant'Antonio da Padova a Via Salaria (1938)
- église Santa Maria del Soccorso (1938)
- église San Michele Arcangelo a Pietralata (1938)
- église San Tarcisio (1939)
- église Santissima Trinità a Lunghezza (1939)
- église Santa Galla (1940)
- église Santa Giovanna Antida Thouret (1940)
- église San Giovanni Battista de Rossi (1940)
- Église Santa Maria delle Grazie al Trionfale (1940)
- église San Saturnino (1940)
- église San Andrea apostolo (1941)
- église Santa Maria Causa Nostrae Laetitiae (1941)
- église Santa Monica (1941)
- église Santa Emeranziana (1942)
- église Santi Francesco e Caterina Patroni d'Italia (1942)
- église Santa Maria Janua Coeli (1942)
- église Santa Maria Consolatrice (1945)
- église San Giovanni Battista dei Cavalieri di Rodi (1946)
- église Santi Antonio da Padova e Annibale Maria (1948)
- église Divina Sapienza (1948)
- église Santa Maria Assunta al Tufello (1950)
- église Santa Maria Mediatrice (1950)
- église Ottavio e compagni martiri (1950)
- église San Vincenzo de' Paoli (1950)
- Basilique Sant'Eugenio (1951)
- église Santa Maria Assunta e San Giuseppe a Primavalle (1951)
- église Santa Maria Stella Matutina (1951)
- église Santa Paola Romana (1951)
- église San Leone I (1952)
- église Santa Maria Madre della Misericordia (1952)
- église Santa Barbara (1953)
- église San Benedetto (1953)
- église San Giustino (1953)
- église Santissima Immacolata Concezione (1953)
- église San Matteo (1953)
- église Ascensione di Nostro Signore Gesù Cristo (1954)
- église San Basilio (1954)
- église San Francesco ad Acilia (1954)
- église Santa Gemma Galgani (1954)
- église Sant'Ireneo (1954)
- église Santa Maria della Fiducia (1954)
- église Santa Maria Goretti (1954)
- basilique Santa Maria Regina degli Apostoli alla Montagnola (1954)
- église Sant'Angela Merici (1955)
- église San Filippo in Eurosia (1955)
- église Nostra Signora del Santissimo Sacramento e dei Santi Martiri Canadesi (1955)
- basilique des Saints Pierre-et-Paul (1955)
- église Santo Stefano Protomartire (1955)
- église Sacro Cuore di Gesù Agonizzante (1956)
- église San Gabriele Arcangelo (1956)
- église San Giuseppe da Copertino (1956)
- église Santi Sette Fondatori (1956)
- église San Barnaba (1957)
- église Sacri Cuori di Gesù e Maria (1957)
- église Sacra Famiglia a Villa Troili (1957)
- église Sant'Ignazio d'Antiochia (1957)
- église San Luca Evangelista (1957)
- église Preziosissimo Sangue di Nostro Signore Gesù Cristo (1957)
- église San Raffaele Arcangelo (1957)
- église San Ferdinando Re (1958)
- église Santa Francesca Cabrini (1958)
- église San Giuseppe artigiano (1958)
- église Santa Marcella (1958)
- église Santa Maria della Mercede e Sant'Adriano (1958)
- église Santa Maria Immacolata di Lourdes (1958)
- église Nostra Signora di Guadalupe e San Filippo in Via Aurelia (1958)
- église Nostra Signora di Lourdes a Tor Marancia (1958)
- église Santa Chiara a Vigna Clara (1959)
- église Gesù Bambino a Sacco Pastore (1959)
- église Gesù Buon Pastore (1959)
- église San Gregorio VII (1959)
- église San Lino (1959)
- église Santa Maria della Perseveranza (1959)
- église Gesù Divino Lavoratore (1960)
- église San Girolamo a Corviale (1960)
- église San Giuda Taddeo ai Cessati Spiriti (1960)
- église Santa Maria della Salute a Primavalle (1960)
- église Sant'Atanasio a Via Tiburtina (1961)
- église San Giulio (1961)
- église San Pio X (1961)
- église San Pio V (1962)
- église San Giorgio (1963)
- église San Gregorio Magno (1963)
- église Santa Maria Regina dei Martiri in Via Ostiense (1963)
- église Resurrezione di Nostro Signore Gesù Cristo (1963)
- basilique San Giovanni Bosco (1964)
- église San Gregorio Barbarigo (1964)
- église San Raimondo Nonnato (1964)
- église San Giovanni Battista in Collatino (1965)
- église San Martino I papa (1965)
- église Nostra Signora de La Salette (1965)
- église Sant'Eligio (1967)
- église Gesù Divino Maestro (1967)
- église San Policarpo (1967)
- église San Giuseppe Cafasso (1968)
- église Santi Protomartiri Romani (1968)
- église Santissimo Sacramento a Tor de' Schiavi (1968)
- église Santa Silvia (1968)
- église San Damaso (1969)
- église San Giovanni Crisostomo (1969)
- église San Mattia (1969)
- église San Giuseppe all'Aurelio (1970)
- église San Luigi Grignion de Montfort (1970)
- église Santa Maria Regina Mundi (1970)
- église Santi Martiri dell'Uganda (1970)
- église San Pier Damiani (1970)
- église Santa Sofia (1970)
- église San Timoteo (1970)
- église Assunzione di Maria (1971)
- église Santa Maria della Visitazione (1971)
- église Nostra Signora di Czestochowa (1971)
- église Sacra Famiglia di Nazareth (1972)
- église San Marco Evangelista in Agro Laurentino (1972), église nationale des Dalmates
- église Santa Monica (1972)
- église Sant'Achille (1973)
- église Sant'Ambrogio (1973)
- église San Fedele da Sigmaringa (1973)
- église San Ponziano (1974)
- église San Romualdo (1974)
- église Sant'Agostino di Canterbury (1975)
- église Sant'Alfonso dei Liguori (1975)
- église Santa Bernadette Soubirous (1975)
- église San Cipriano (1975)
- église Nostra Signora di Fatima (1975)
- église San Melchiade (1976)
- église Gesù Adolescente (1977)
- église Santa Maria Stella Maris (1977)
- église Santissimo Redentore a Val Melaina (1977)
- église Sacra Famiglia (1978)
- église San Leonardo Murialdo (1978)
- église Nostra Signora di Coromoto (1978)
- église Sant'Anna (1979)
- église San Carlo da Sezze (1979)
- église San Gaetano (1979)
- église San Giovanni Evangelista a Spinaceto (1979)
- église San Giuseppe Cottolengo (1979)
- église Nostra Signora di Fatima a San Vittorino (1979)
- église San Tommaso apostolo (1979)
- église Santissima Trinità a Villa Chigi (1979)
- église Santi Crisante e Daria (1980)
- église Santa Giovanna Antida Thouret (1980)
- église Santissimo Nome di Maria (1980)
- église San Gaspare del Bufalo (1981)
- église San Gerardo Maiella (1981)
- église San Maurizio martire (1981)
- église Spirito Santo alla Ferratella (1981)
- église Nostra Signora di Bonaria (1982)
- église Sant'Alberto Magno (1983)
- église Santa Brigida di Svezia (1983)
- église Santa Maria della Consolazione a Tor de' Cenci (1983)
- église Santa Maria Maddalena de' Pazzi (1983)
- église San Paolo della Croce (1983)
- église Santi Gioacchino e Anna (1984)
- église Santa Rita a Torre Angela (1985)
- église Santa Maria del Carmelo (1986)
- église Santa Melania juniore (1986)
- église San Valentino (1986)
- église Santissima Annunziata (1987)
- église Santa Maria Madre del Redentore (1987)
- église Sant'Antonio da Padova alla Circonvallazione Appia (1988)
- église Santa Gemma Galgani (1988)
- église Gesù di Nazareth (1988)
- église Santa Maria Mater Ecclesiae (1988)
- église San Tommaso d'Aquino (1988)
- église Sant'Andrea Corsini (1989)
- église Sant'Anselmo (1989)
- église Sant'Antonio alle Capannelle (1989)
- église San Bernardino da Siena (1989)
- église San Bernardo da Chiaravalle (1989)
- église San Bruno (1990)
- église San Crispino da Viterbo (1990)
- église San Giovanni Maria Vianney (1990)
- église Santa Maria Assunta e San Michele a Castel Romano (1990)
- église San Mauro abate (1990)
- église San Vigilio (1990)
- église Santissimo Corpo e Sangue di Cristo (1991)
- église San Giovanni Leonardi (1991)
- église Santa Giulia Billiart (1991)
- église San Giuseppe Moscati (1991)
- église Sant'Igino papa (1991)
- église San Stanislao (1991)
- église Sant'Ugo (1991)
- église Santi Aquila e Priscilla (1992)
- église San Filippo Apostolo (1992)
- église San Gelasio I papa (1992)
- église Santa Maria Immacolata e San Giuseppe Benedetto Labre (1992)
- église Santi Simone e Giuda Taddeo (1992)
- église San Frumenzio ai Prati Fiscali (1994)
- église San Bartolomeo apostolo (1995)
- église San Clemente (1995)
- église San Gaudenzio a Torre Nova (1995)
- église Gesù Divin Salvatore (1995)
- église San Girolamo Emiliani (1995)
- église San Giuliano Martire (1995)
- église Santa Maria della Speranza (1995)
- église Santa Rosa da Viterbo (1995)
- église Sant'Andrea Avellino (1996)
- église San Cleto (1996)
- église San Josemaria Escrivà (1996)
- église Santa Maddalena di Canossa (1996)
- église Nostra Signora di Valme (1996)
- église San Vincenzo Pallotti (1996)
- église San Benedetto Giuseppe Labre (1997)
- église Santi Cirillo e Metodio (1997)
- église Santa Maria Domenica Mazzarello (1997)
- église Santi Innocenzo I papa e Guido vescovo (1998)
- église San Liborio (1998)
- église Nostra Signora del Suffragio e Sant'Agostino di Canterbury (1998)
- église San Bonaventura da Bagnoregio (1999)
- église Sant'Enrico (1999)
- église Sant'Alessio (2000)
- église San Domenico di Guzman (2000)
- église Santa Margherita Maria Alacoque a Tor Vergata (2000)
- église Santa Maria a Setteville (2000)
- église Natività di Maria (2000)
- église San Nicola di Bari (2000)

### XXIesiècle
- église Sant'Agostina Pietrantoni (2001)
- église San Giovanni della Croce a Colle Salario (2001)
- église Santa Maria Addolorata (2001)
- église Santa Maria della Presentazione (2001)
- église Di Dio Padre Misericordioso ou église du Jubilé (2003)
- église Santa Maria Josefa del Cuore di Gesù (2003)
- église Santa Maria Mater Dei (2003)
- église Santa Felicita e figli martiri (2003)
- église San Romano martire (2004)
- église San Francesco di Sales (2005)
- église Santi Patroni Martiri di Selva Candida (2005)
- église Santo Volto di Gesù (2006)
- église Santa Maria Stella dell'Evangelizzazione (2006)
- église Santa Maria del Rosario (2007)
- église San Patrizio (2007)
- église Santi Mario e compagni martiri (2008)
- église Sant'Edith Stein (2009)
- église Santa Maria Madre dell'Ospitalità (2009)
- église San Massimiliano Kolbe (2009)
- église San Giovanni Battista de la Salle (2009)
- église Santi Elisabetta e Zaccaria (2010)
- église San Gabriele dell'Addolorata (2010)
- église Santa Maria delle Grazie a Casal Boccone (2010)
- église San Pio da Pietrelcina (2010)
- église San Tommaso Apostolo (2013)
- église Santa Maria di Loreto (2013)
- église Santa Caterina da Siena (2013)

## Églises non-catholiques de Rome
Avant l'unification italienne, il n'existait pas d'églises d'autres confessions chrétiennes dans Rome. Depuis 1870, plusieurs églises furent construites. La première est l'église Saint-Paul-dans-les-murs, construite entre 1873 et 1880. L'église San Teodoro est un cas particulier : construite en 1705 pour le culte catholique, elle relève depuis 2004 du patriarcat œcuménique de Constantinople. 
En voici quelques-unes: 
- église Sant'Andrea (église presbytérienne d'Écosse)
- église évangélique luthérienne de Rome
- temple vaudois de la piazza Cavour (Église évangélique vaudoise)
- temple vaudois de la via Quattro Novembre
- église Saint-Paul-dans-les-murs (église épiscopale américaine)
- église de tous les saints (église anglicane)
- église San Teodoro al Palatino (Patriarcat de Constantinople)
- église Santa Caterina Martire (Patriarcat de Moscou)
- église évangélique méthodiste à Castro Pretorio
- église évangélique méthodiste dans le quartier de Ponte
- église évangélique baptiste à Monti
- église évangélique baptiste au Trastevere
- église évangélique baptiste via del Teatro Valle
- église évangélique baptiste via delle Spighe

## Églises françaises à Rome
Cinq églises de Rome sont gérées par les Pieux Établissements de la France à Rome et Lorette.
Ce sont :
- Saint-Louis-des-Français (entre le Panthéon et la place Navone) ;
- La Trinité-des-Monts (dominant la place d'Espagne) ;
- Saint-Yves-des-Bretons (près de Saint-Louis-des-Français en direction de l'Ara Pacis) ;
- Saint-Claude-des Francs-Comtois de Bourgogne (entre la Chambre des Députés et la place d'Espagne) ;
- Saint-Nicolas-des-Lorrains (juste à côté de la place Navone).

## Églises désacralisées de Rome
- (it) Cet article est partiellement ou en totalité issu de l’article de Wikipédia en italien intitulé « Chiese scomparse di Roma » (voir la liste des auteurs).

- Église Sant'Adriano al Foro (curie)
- Oratoire Sant'Andrea dei Pescivendoli
- Église Sant'Andrea dei Vascellari
- Église Sant'Anna a Tor Tre Teste
- Église Sant'Antonio alle Capannelle
- Église San Celsino
- Église Santa Chiara a Villa York
- Église San Clemente a Torrenova
- Église Santissima Eucarestia a Ponte Galeria
- Église San Giovanni della Ficozza
- Église San Giovanni in Ayno
- Église San Giuseppe Calasanzio
- Église Santi Giuseppe e Orsola
- Église San Lorenzo da Brindisi
- Église Santa Margherita in Prigione
- Église Santa Maria Annunziata delle Turchine
- Église Santa Maria Antiqua
- Église Santa Maria del Buon Riposo in Via Portuense
- Chapelle Santa Maria del Carmine e del Monte Libano
- Église Santa Maria della Clemenza
- Église Santa Maria delle Grazie al Foro Romano
- Église Santa Maria delle Grazie nel Cimitero in Laterano
- Église Santa Maria Egiziaca
- Église Santa Maria in Grottapinta
- Église Santa Maria del Sole
- Église Santa Maria dell'Arco in un Torrione
- Église Santa Maria in Tempulo
- Église Santa Maria in Carinis
- Église Santa Marta al Collegio Romano
- Église San Nicola a Capo di Bove
- Église Quaranta Martiri
- Église San Paolo Primo Eremita
- Église Santi Pietro e Paolo a Via Ostiense
- Église San Pietro in Carcere
- Église Santa Rita da Cascia in Campitelli
- Église Santissimo Sacramento di San Lorenzo in Lucina
- Église Sette Dormienti
- Église San Simeone Profeta
- Église Santi Simone e Giuda Taddeo a Torre Angela
- Église San Sisto al Colle Parnaso
- Église Santa Teresa del Bambin Gesù
- Église Santissima Vergine Addolorata
- Église San Zotico

## Églises détruites de Rome
- (it) Cet article est partiellement ou en totalité issu de l’article de Wikipédia en italien intitulé « Chiese scomparse di Roma » (voir la liste des auteurs).

- Sant'Abbaciro ad Elephantum
- Sant'Abbaciro delle Milizie
- Santi Abdon e Sennen al Colosseo
- Sant'Agapito in Vincula
- Sant'Alberto Magno del Gonfalone
- Sant'Alessandro
- Amanti di Gesù e Maria al Monte Calvario
- Sant'Ambrogio in Vaticano
- Sant'Andrea Catabarbara patricia
- Sant'Andrea de Biberatica
- Sant'Andrea della Colonna
- Sant'Andrea della Strada
- Sant'Andrea in Vincis
- Sant'Andrea Nazareno
- Santi Angeli Custodi al Tritone
- Sant'Angelo
- Sant'Angelo al Corridoio
- Sant'Angelo delle Fornaci
- Sant'Aniano dei Ciabattini
- Sant'Anna dei calzettari
- Sant'Anna dei Falegnami
- Santissima Annunziata al Foro di Augusto
- Sant'Antonio da Padova al Gianicolo
- Santa Apollonia
- Sant'Aurea
- San Bartolomeo dei Vaccinari
- San Basilio al Foro di Augusto
- San Biagio ai Monti
- San Biagio de Mercato
- San Biagio della Fossa
- Santa Bonosa
- San Caio
- Santa Caterina da Siena
- Santa Cecilia all'Arco Savello
- San Cesareo alla Regola
- San Cesareo in Palatio
- San Ciriaco alle Terme di Diocleziano
- Santa Chiara al Quirinale
- Santa Croce di Monte Mario
- Santa Croce a Via Ostiense
- Santissimo Crocifisso della Ferratella
- Santissimo Crocifisso nel Cimitero di Santo Spirito
- Sacro Cuore di Gesù a Prenestino
- San Dionigi
- Sant'Egidio in Trastevere
- Sant'Elena dei Credenzieri
- Sant'Eligio dei Sellai
- Santa Elisabetta de' Fornari
- Sant'Eufemia
- Sacra Famiglia a Via Sommacampagna
- Santi Faustino e Giovita
- Santa Francesca Romana
- San Francesco d'Assisi alla Regola
- Santa Galla
- San Giacomo a Scossacavalli
- San Giacomo del Colosseo
- Santi Giacomo e Lorenzo martiri
- San Giovanni Battista de' Spinellis
- San Giovanni Berchmans
- San Giovanni de' Bertoni
- San Giovanni in Campo Turriciano
- San Giovanni in Clivo Plumbeo
- San Giuliano ai Monti
- San Giuliano all'Esquilino
- San Giuliano in Banchi Nuovi
- San Giuliano l'Ospitaliere
- San Gregorio dei Muratori
- San Gregorio Taumaturgo
- Incarnazione del Verbo Divino
- Sant'Isidoro alle Terme
- San Lazzaro alla Marmorata
- Leonardo e Romualdo
- San Leone
- San Lorenzo ai Monti
- San Lorenzo in Nicolanaso
- Santa Lucia alle Botteghe Oscure
- Santa Lucia della Colonna
- Santa Lucia Vecchia
- Santa Maria dei Calderari
- Santa Maria de Manu
- Santa Maria de Metrio
- Santa Maria della Purificazione in Banchi
- Santa Maria dei Cerchi
- Santa Maria del Carmine e Sant'Antonio
- Santa Maria del Carmine in Trastevere
- Santa Maria del Rosario nel Castello
- Santa Maria del Rosario nel Cimitero di Santo Spirito
- Santa Maria in Macello Martyrum
- Santa Maria in Carinis
- Santa Maria della Concezione alla Lungara
- Santa Maria della Concezione delle Cappucine
- Santa Maria della Concezione dei Sacconi Turchini
- Santa Maria della Concezione in Vaticano
- Santa Maria della Febbre
- Santa Maria della Neve
- Santa Maria della Purificazione ai Monte
- Santa Maria della Purificazione di Ponte
- Santa Maria della Sanità
- Santa Maria della Strada
- Santa Maria della Torre
- Santa Maria delle Grazie a Porta Angelica
- Santa Maria delle Grazie al Colosseo
- Santa Maria delle Lauretane
- Santa Maria delle Vergini
- Santa Maria Imperatrice
- Santa Maria in Campo Carleo
- Santa Maria in Posterula
- Santa Maria in Traspontina
- Santa Maria in Vincis
- Santa Maria Liberatrice al Foro Romano
- Santa Maria Maddalena al Quirinale
- Santa Maria Maddalena nello Spedale de' Pazzi
- Santa Maria Maggiore in Aventino
- Santa Maria Regina Coeli
- Santa Maria Sotto L'Arco in Vaticano
- Santa Marta in Vaticano
- San Matteo in Merulana
- San Niccolò de Columna
- San Nicola degli Incoronati
- San Nicola dei Cesarini
- San Nicola de Portiis
- San Nicola de Tofo
- San Nicola in Arcione
- San Norberto
- San Pietro in Vaticano[2]
- San Salvatore de Cacaberis
- San Romualdo
- Santissimo Sacramento in San Giovanni della Malva
- San Salvatore a Ponte Rotto
- San Salvatore ad Tres Images
- San Salvatore de Arcu Trasi
- San Salvatore de Porta
- San Salvatore in Primicerio
- San Salvatore in Thermis
- Santi Sebastiano e Valentino
- Santi Sergio e Bacco al Foro Romano
- San Silvestro
- San Silvestro a Porta Settimiana
- San Simeone profeta
- Santa Sinforosa
- Santo Spirito ai Monti
- Santo Stefano
- Santo Stefano in Piscinula
- Santo Stefano degli Ungheresi
- Santa Teresa alle Quattro Fontane
- San Trifone
- San Trifone in Posterula
- Santissima Trinità della Missione
- Sant'Urbano a Campo Carleo
- Santi Venanzio e Ansovino
- Santi Vincenzo e Anastasio alla Regola